# Kirkenær
Kirkenær är den enda tätorten i Grue kommun i Innlandet fylke i östra Norge. Orten ligger vid Solörbanan, där riksväg 2 möter fylkesväg 201 och fylkesväg 232, öster om älven Glåma. Den utgör kommunens centralort.
Här finns Grue kyrka.

## Bilder

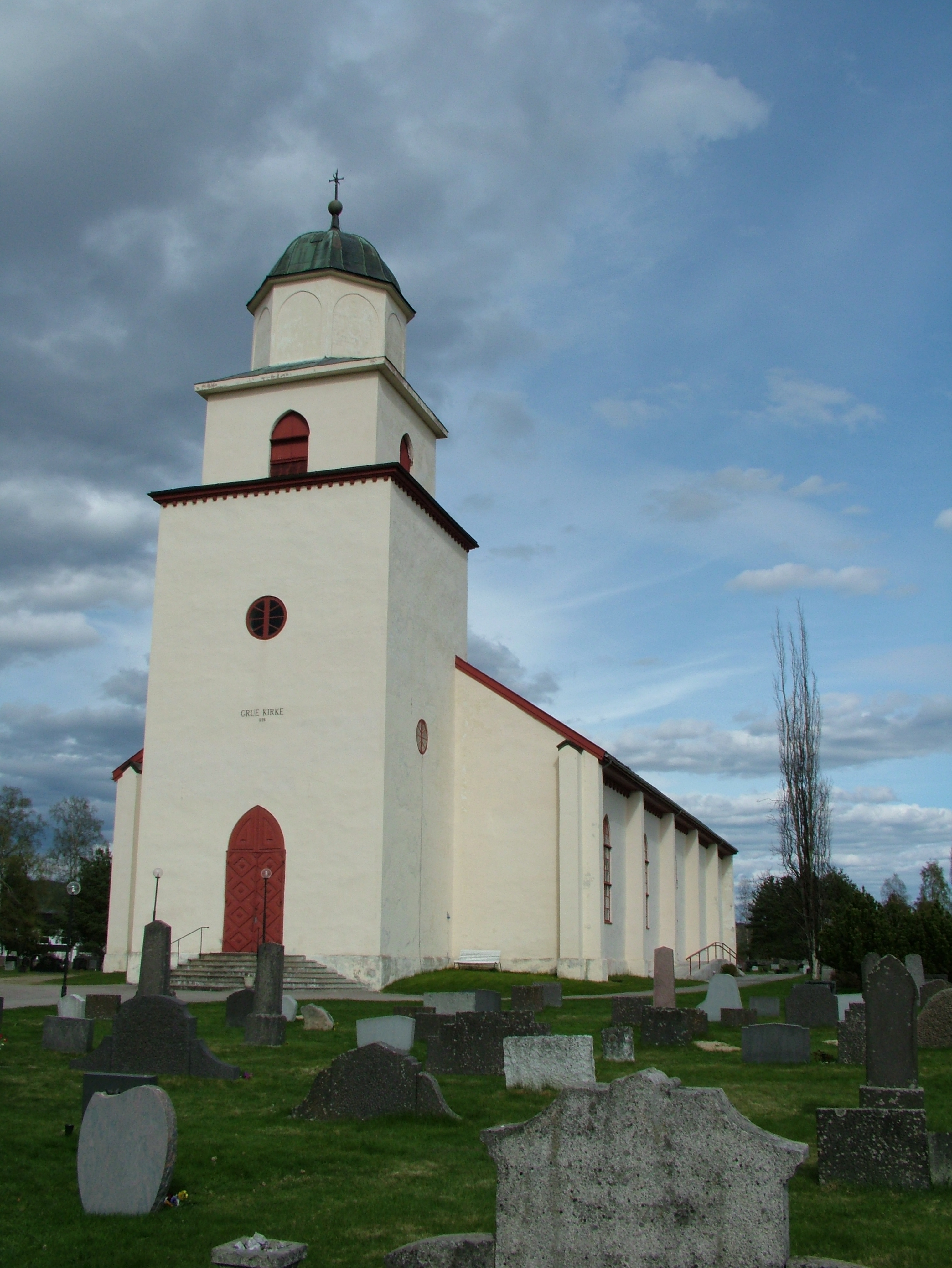
Grue kyrka.
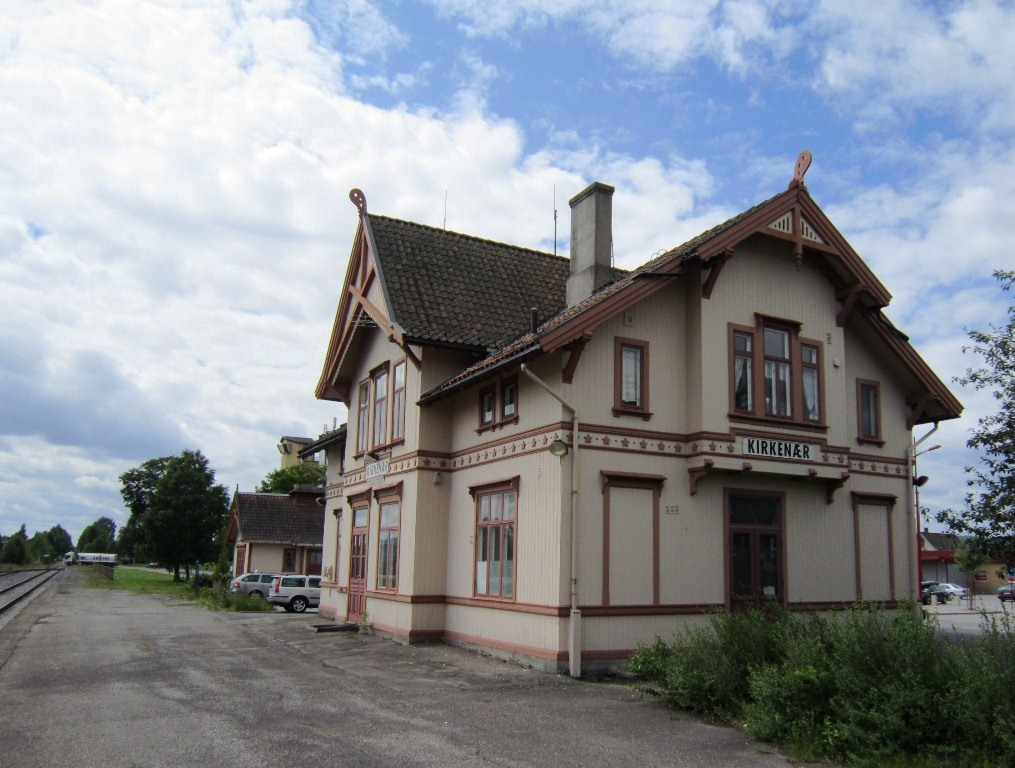
Kirkenær station längs Solörbanan har inte längre någon persontrafik.
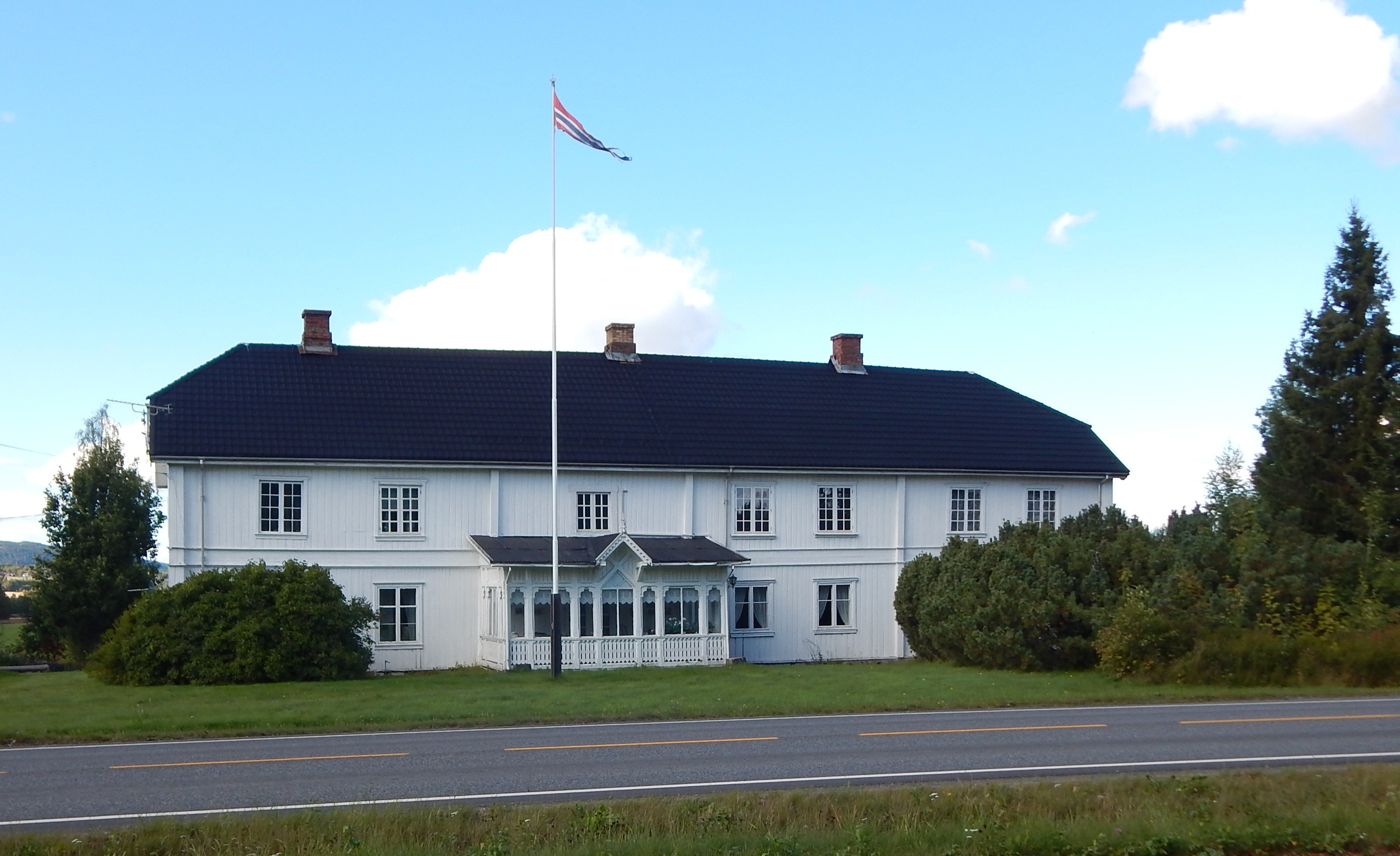
Kirkenær gård har gett orten dess namn.